# I-League
La I-League (India League) è il secondo livello del campionato indiano di calcio maschile.
La lega è stata fondata nel 2007 su iniziativa della federazione calcio indiana ("All India Football Federation (AIFF)"), per sostituire la precedente National Football League, attiva dal 1996 e da tempo in declino. La I-League è composta da due serie: First Division (14 squadre) e Second Division (21 squadre). Le formazioni competono in un girone all'italiana con gare di andata e ritorno. La squadra che vince la First Division si laurea Campione d'India e si qualifica per l'edizione successiva della Coppa dell'AFC. Le ultime due classificate della First Division, invece, retrocedono nella Second Division e vengono sostituite nella massima serie dell'anno successivo dalle due migliori della Second Division. Nel momento della scelta del nome della nuova lega professionistica, si è seguito l'esempio di altre leghe asiatiche e oceaniche di anteporre l'iniziale della nazione al termine League (J-League in Giappone, K-League in Corea del Sud, S-League a Singapore, A-League in Australia). La stagione 2007-2008, quella di debutto, ha preso il via il 24 novembre 2007 e si è conclusa il 23 febbraio 2008. La lega era sponsorizzata dalla compagnia petrolifera pubblica indiana Oil and Natural Gas Corporation (ONGC).

## Storia

### Prima della I-League: la National Football League (1996-2007)
Nel periodo antecedente al 1996, in India non esisteva un campionato nazionale per squadre di club. Oltre a numerosi tornei locali, si svolgevano diverse competizioni di carattere nazionale: la Durand Cup (dal 1888), il Santosh Trophy (dal 1941, non vi partecipano i club, bensì gli stati indiani e le istituzioni governative) e la Federation Cup (dal 1977). Nel 1996, venne creata la National Football League, che andò ad affiancare le competizioni citate. Nella stagione di debutto (1996-1997), la lega era composta da una sola serie: la Premier Division. 
Dal campionato 1997-1998 le serie divennero due: venne introdotta, infatti, la Second Division. La lega rimase costituita da due serie fino al campionato 2006-2007, che vide l'introduzione della Third Division. Ogni anno, due squadre retrocedevano nella serie inferiore e venivano sostituite dai club promossi.

#### Formula della National Football League
La formula e il numero di squadre della manifestazione sono variate frequentemente nel tempo: il primo campionato (1996-1997), vedeva la massima serie divisa in due gironi all'italiana da sei squadre. Le formazioni si affrontavano con gare di sola andata nel Preliminary Stage. Solo le prime quattro classificate dei due gironi si qualificavano per la fase successiva, quella a girone unico (Super League). Differentemente dal Preliminary Stage, il girone detto Super League vedeva le formazioni affrontarsi in gare di andata e ritorno, per un totale di 14 incontri. La prima classificata del girone unico si laureò Campione d'India. Nella seconda stagione (1997-1998) di NFL la Premier Division si svolse con un girone unico composto da dieci squadre che si affrontavano con partite di andata e ritorno. La neonata Second Division, invece, suddivise le squadre in tre gironi da sei squadre (Preliminary Stage). Le due migliori di ogni girone accedevano al Promotion-Group Stage: le sei squadre rimaste si contendevano i primi due posti in classifica di quest'ultimo turno, che valevano la promozione in massima serie. Il campionato 1998-1999 vide la Premier Division ritornare al format a gironi della stagione di debutto, con 12 squadre. Tuttavia, nell'annata successiva si tornò nuovamente a disputare un girone unico all'italiana di 12 squadre con partite di andata e ritorno. Fu questa la formula più utilizzata dalla massima serie della NFL: durò, infatti, fino al 2005. Le ultime due stagioni della lega hanno visto la Premier Division ridurre nuovamente il numero di squadre da 12 a 10. La Second Division non fu mai strutturata a girone unico, ma a gironi (frequentemente regionali). Le migliori dei vari gironi accedevano alla fase successiva. Anche la Third Division, nella sua unica annata di esistenza (2006-2007), non prevedeva un girone unico.

#### Denominazione della NFL
Nel corso degli anni, a seconda dell'azienda sponsorizzatrice, è cambiato anche il nome della lega. La prima denominazione utilizzata fu Philips National Football League. L'ultima, invece, fu ONGC Cup National Football League. La ONGC è stata sponsor anche della neonata I-League.
| Periodo   | Sponsor della lega | Denominazione della lega           |
| --------- | ------------------ | ---------------------------------- |
| 1996-1998 | Philips            | Philips National Football League   |
| 1998-2000 | Coca Cola          | Coca Cola National Football League |
| 2000-2001 | nessuno            | National Football League           |
| 2001-2002 | TATA               | TATA National Football League      |
| 2002-2003 | Oil PSU            | Oil PSU National Football League   |
| 2003-2004 | Coca Cola          | Coca Cola National Football League |
| 2004-2007 | ONGC               | ONGC Cup National Football League  |

### La I-League (dal 2007)

#### Creazione della nuova lega
Nel 2007, la federazione calcio indiana (AIFF) prese la decisione di rilanciare la lega nazionale, sciogliendo la National Football League, che aveva da tempo perso appeal ed era in una fase di declino. La lega è stata rinominata I-League. Alla stagione inaugurale sono state ammesse otto squadre della NFL, più le due formazioni che avevano ottenuto la promozione nella vecchia Second Division. Diversamente da nuove leghe di altre nazioni (si pensi alla A-League australiana), le squadre sono rimaste, quindi, pressoché invariate. La AIFF ha puntato al rilancio attraverso una nuova denominazione, il cambiamento di alcune regole e incentivi ai club. Per la prima volta si è stabilito che le squadre possono tesserare quattro giocatori stranieri, anche se soltanto in tre possono essere in campo contemporaneamente. Inoltre, sono stati stanziati diversi sussidi in denaro ai club, per incentivarli a sviluppare i vivai e a migliorare lo staff tecnico. Per incoraggiare la presenza di spettatori e per aiutare ulteriormente le squadre dal punto di vista economico, il costo di affitto degli stadi è stato abbassato e il 90% degli incassi partita rimane nelle casse della società di casa. Il premio per i vincitori del campionato ed i secondi classificati è superiore rispetto al passato. La I-League si disputa tra ottobre e maggio. Le partite vengono giocate di sabato e di domenica, con qualche turno infrasettimanale.

#### Secondo livello del campionato indiano
Dopo il passaggio dell'Indian Super League come massima serie del campionato, la I-League diventa il secondo livello campionato indiano. Dal campionato 2022-2023 i vincitori vengono direttamente promossi nella ISL.

## Albo d'oro

### NFL
| Stagione  | Squadra vincitrice | Seconda classificata | Terza classificata |
| --------- | ------------------ | -------------------- | ------------------ |
| 1996-1997 | JCT                | Churchill Brothers   | East Bengal        |
| 1997-1998 | Mohun Bagan        | East Bengal          | Salgaocar          |
| 1998-1999 | Salgaocar          | East Bengal          | Churchill Brothers |
| 1999-2000 | Mohun Bagan        | Churchill Brothers   | Salgaocar          |
| 2000-2001 | East Bengal        | Mohun Bagan          | Churchill Brothers |
| 2001-2002 | Mohun Bagan        | Churchill Brothers   | Vasco              |
| 2002-2003 | East Bengal        | Salgaocar            | Vasco              |
| 2003-2004 | East Bengal        | Dempo                | Mahindra Utd       |
| 2004-2005 | Dempo              | Goa                  | East Bengal        |
| 2005-2006 | Mahindra Utd       | East Bengal          | Mohun Bagan        |
| 2006-2007 | Dempo              | JCT                  | Mahindra Utd       |

#### Vittorie per squadra
| Vittorie | Squadra      | Anno             |
| -------- | ------------ | ---------------- |
| 3        | Mohun Bagan  | 1998, 2000, 2002 |
| 3        | East Bengal  | 2001, 2003, 2004 |
| 2        | Dempo        | 2005, 2007       |
| 1        | JCT          | 1996             |
| 1        | Salgaocar    | 1998             |
| 1        | Mahindra Utd | 2006             |

### I-League
| Stagione  | Squadra vincitrice | Seconda classificata | Terza classificata |
| --------- | ------------------ | -------------------- | ------------------ |
| 2007-2008 | Dempo              | Churchill Brothers   | JCT                |
| 2008-2009 | Churchill Brothers | Mohun Bagan          | Goa                |
| 2009-2010 | Dempo              | Churchill Brothers   | Pune               |
| 2010-2011 | Salgaocar          | East Bengal          | Dempo              |
| 2011-2012 | Dempo              | East Bengal          | Churchill Brothers |
| 2012-2013 | Churchill Brothers | Pune                 | East Bengal        |
| 2013-2014 | Bengaluru          | East Bengal          | Salgaocar          |
| 2014-2015 | Mohun Bagan        | Bengaluru            | Royal Wahingdoh    |
| 2015-2016 | Bengaluru          | Mohun Bagan          | East Bengal        |
| 2016-2017 | Aizawl             | Mohun Bagan          | East Bengal        |
| 2017-2018 | Minerva Punjab     | NEROCA               | Mohun Bagan        |
| 2018-2019 | Chennai City       | East Bengal          | Real Kashmir       |
| 2019-2020 | Mohun Bagan        | East Bengal          | Punjab             |
| 2020-2021 | Gokulam Kerala     | Churchill Brothers   | TRAU               |
| 2021-2022 | Gokulam Kerala     | Mohammedan           | Sreenidi Deccan    |
| 2022-2023 | Punjab FC          | Sreenidi Deccan      | Gokulam Kerala     |
| 2023-2024 | Mohammedan         | Sreenidi Deccan      | Gokulam Kerala     |
| 2024-2025 | Inter Kashi        | Churchill Brothers   | Gokulam Kerala     |

#### Vittorie per squadra
| Vittorie | Squadra                    | Anno                            |
| -------- | -------------------------- | ------------------------------- |
| 3        | Dempo                      | 2007-2008; 2009-2010; 2011-2012 |
| 2        | Churchill Brothers         | 2008-2009; 2012-2013            |
| 2        | Bengaluru                  | 2013-2014; 2015-2016            |
| 2        | Mohun Bagan                | 2014-2015; 2019-2020            |
| 2        | Gokulam Kerala             | 2020-2021; 2021-2022            |
| 2        | Minerva Punjab / Punjab FC | 2017-2018; 2022-2023            |
| 1        | Salgaocar                  | 2010-2011                       |
| 1        | Aizawl                     | 2016-2017                       |
| 1        | Chennai City               | 2018-2019                       |
| 1        | Mohammedan                 | 2023-2024                       |
| 1        | Inter Kashi                | 2024-2025                       |

### Vittorie per squadra (NFL+I-League)
| N° Vittorie | Squadra            | Anni                                                  |
| ----------- | ------------------ | ----------------------------------------------------- |
| 5           | Dempo              | 2004-2005, 2006-2007, 2007-2008, 2009-2010, 2011-2012 |
| 5           | Mohun Bagan        | 1997-1998, 1999-2000, 2001-2002, 2014-2015, 2019-2020 |
| 3           | East Bengal        | 2000-2001, 2002-2003, 2003-2004                       |
| 2           | Salgaocar          | 1996-1997, 2010-2011                                  |
| 2           | Churchill Brothers | 2008-2009, 2012-2013                                  |
| 2           | Bengaluru          | 2013-2014, 2015-2016                                  |
| 2           | Gokulam Kerala     | 2020-2021, 2021-2022                                  |
| 1           | JCT                | 1998-1999                                             |
| 1           | Mahindra Utd       | 2005-2006                                             |
| 1           | Aizawl             | 2016-2017                                             |
| 1           | Minerva Punjab     | 2017-2018                                             |
| 1           | Chennai City       | 2018-2019                                             |
| 1           | Mohammedan         | 2023-2024                                             |
| 1           | Inter Kashi        | 2024-2025                                             |

### Capocannonieri

#### NFL
| Stagione  | Giocatore        | Squadra            | Reti |
| --------- | ---------------- | ------------------ | ---- |
| 1996-1997 | Baichung Bhutia  | JCT                | 14   |
| 1997-1998 | Raman Vijayan    | Kochin             | 10   |
| 1998-1999 | Philip Mensah    | Churchill Brothers | 11   |
| 1999-2000 | Igor Shkuyrin    | Mohun Bagan        | 14   |
| 2000-2001 | Jose Barreto     | Mohun Bagan        | 14   |
| 2001-2002 | Yakubu Yusif     | Churchill Brothers | 18   |
| 2002-2003 | Yakubu Yusif     | Churchill Brothers | 21   |
| 2003-2004 | Cristiano Júnior | East Bengal        | 15   |
| 2004-2005 | Dudu Omagbemi    | Goa                | 21   |
| 2005-2006 | Ranti Martins    | Churchill Brothers | 13   |
| 2006-2007 | Odafe Okolie     | Churchill Brothers | 18   |

#### I-League
| Stagione  | Giocatore         | Squadra            | Reti |
| --------- | ----------------- | ------------------ | ---- |
| 2007-2008 | Odafe Okolie      | Churchill Brothers | 22   |
| 2008-2009 | Odafe Okolie      | Churchill Brothers | 24   |
| 2009-2010 | Odafe Okolie      | Churchill Brothers | 22   |
| 2010-2011 | Ranti Martins     | Dempo              | 30   |
| 2011-2012 | Ranti Martins     | Dempo              | 32   |
| 2012-2013 | Ranti Martins     | Prayag United      | 26   |
| 2013-2014 | Sunil Chhetri     | Bengaluru          | 14   |
| 2014-2015 | Ranti Martins     | East Bengal        | 17   |
| 2015-2016 | Ranti Martins     | East Bengal        | 12   |
| 2016-2017 | Dipanda Dicka     | Shillong Lajong    | 11   |
| 2017-2018 | Dipanda Dicka     | Mohun Bagan        | 13   |
| 2018-2019 | Willis Plaza      | Churchill Brothers | 21   |
| 2018-2019 | Dipanda Dicka     | Punjab             | 12   |
| 2020-2021 | Bidyashagar Singh | TRAU               | 12   |
| 2021-2022 | Marcus Joseph     | Mohammedan         | 16   |
| 2022-2023 | Luka Majcen       | Punjab FC          | 16   |
| 2023-2024 | Álex Sánchez      | Gokulam Kerala     | 19   |
| 2024-2025 | Juan Castañeda    | Sreenidi Deccan    | 14   |